# Ołeksandr Bojczenko (1903–1950)

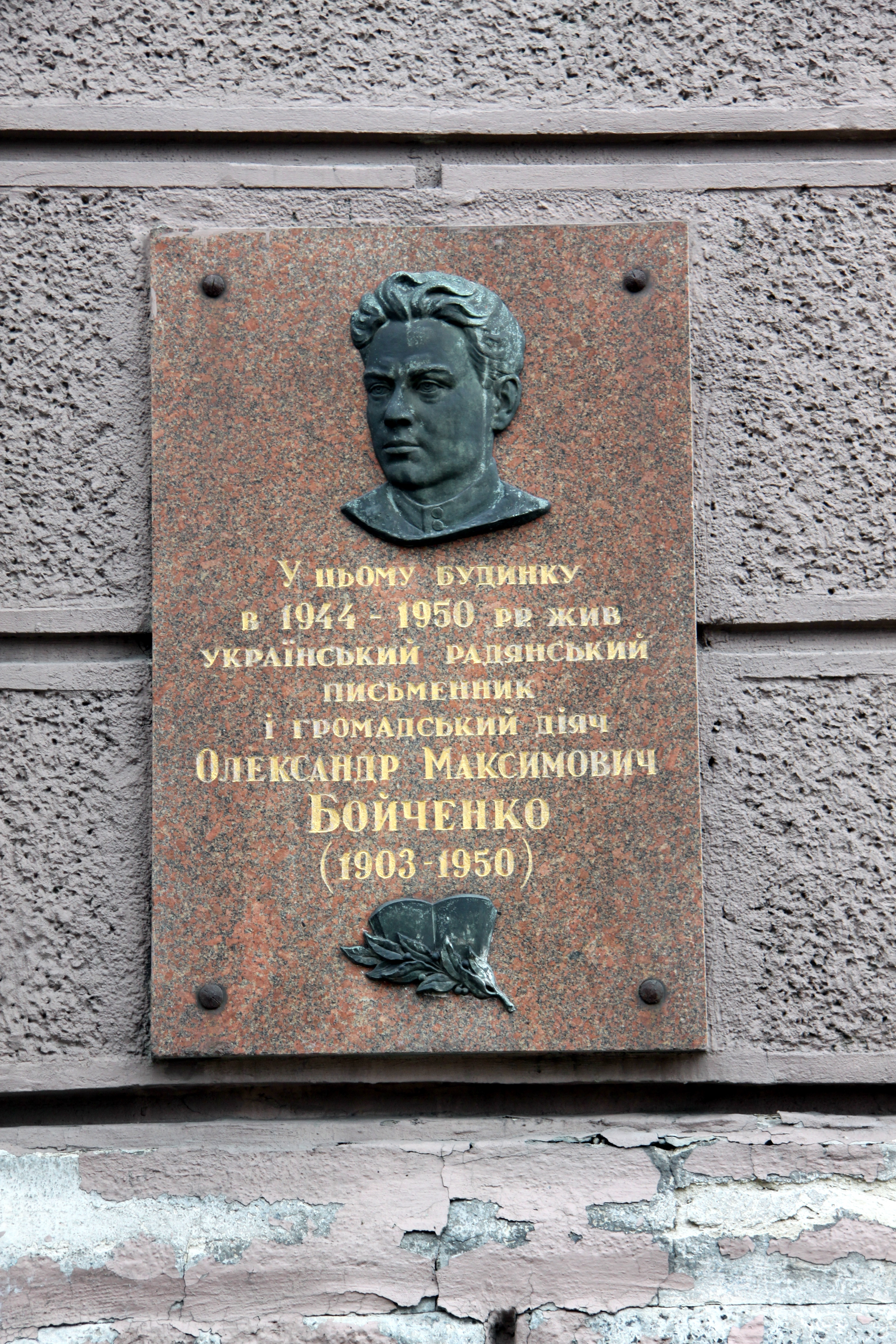
Ołeksandr Bojczenko

Ołeksandr Maksymowycz Bojczenko (ukr. Олександр Максимович Бойченко, ur. 22 listopada 1903 w Kijowie, zm. 30 maja 1950 tamże) – radziecki pisarz i polityk narodowości ukraińskiej.

## Życiorys
W 1915 skończył szkołę, od 1920 członek Komsomołu, a od 1923 RKP(b), od 1923 działacz związkowy i komsomolski. Od 1926 sekretarz rejonowego komitetu Komsomołu w Kijowie, później do lipca 1929 sekretarz Komitetu Okręgowego Komsomołu Ukrainy w Kijowie, od lipca 1929 szef wydziału KC Komsomołu Ukrainy, potem do czerwca 1930 II sekretarz KC Komsomołu Ukrainy. Członek Związku Pisarzy Ukraińskiej SRR, od czerwca 1930 do 1932 sekretarz generalny KC Komsomołu Ukrainy, od 5 czerwca 1930 do 18 stycznia 1934 członek KC KP(b)U, od 15 czerwca 1930 do 22 kwietnia 1933 zastępca członka Biura Organizacyjnego KC KP(b)U, od 13 lipca 1930 do 26 stycznia 1934 członek Centralnej Komisji Kontrolnej WKP(b), od 1932 na emeryturze. Redaktor literatury masowo-politycznej wydawnictwa "Mołodoj Bolszewik". Odznaczony Orderem Czerwonego Sztandaru Pracy (1944) i Orderem „Znak Honoru”.